# آبراهام سارگسیان
آبراهام سارگسیان (ارمنی: Աբրահամ Սարգսյան؛  زادهٔ ۲۰ مارس ۱۹۲۷ - درگذشته ۷ دسامبر ۱۹۸۸) معمار اهل ارمنستان بود.

## زندگی‌نامه
وی در ۲۰ مارس ۱۹۲۷ در سوکار به دنیا آمد . همچنین برندهٔ جوایزی همچون نشان لنین، نشان پرچم سرخ کار، معمار شایسته ارمنستان شوروی و معمار شایسته اتحاد شوروی شده‌است. وی در ۷ دسامبر ۱۹۸۸ در سن ۶۱ سالگی در جریان زمین‌لرزه ۱۹۸۸ ارمنستان درگذشت.

## آثار
- تونل «آرپا-سوان»

## یادداشت
1. ↑  ԽՍՀՄ վաստակավոր շինարար

## نگارخانه

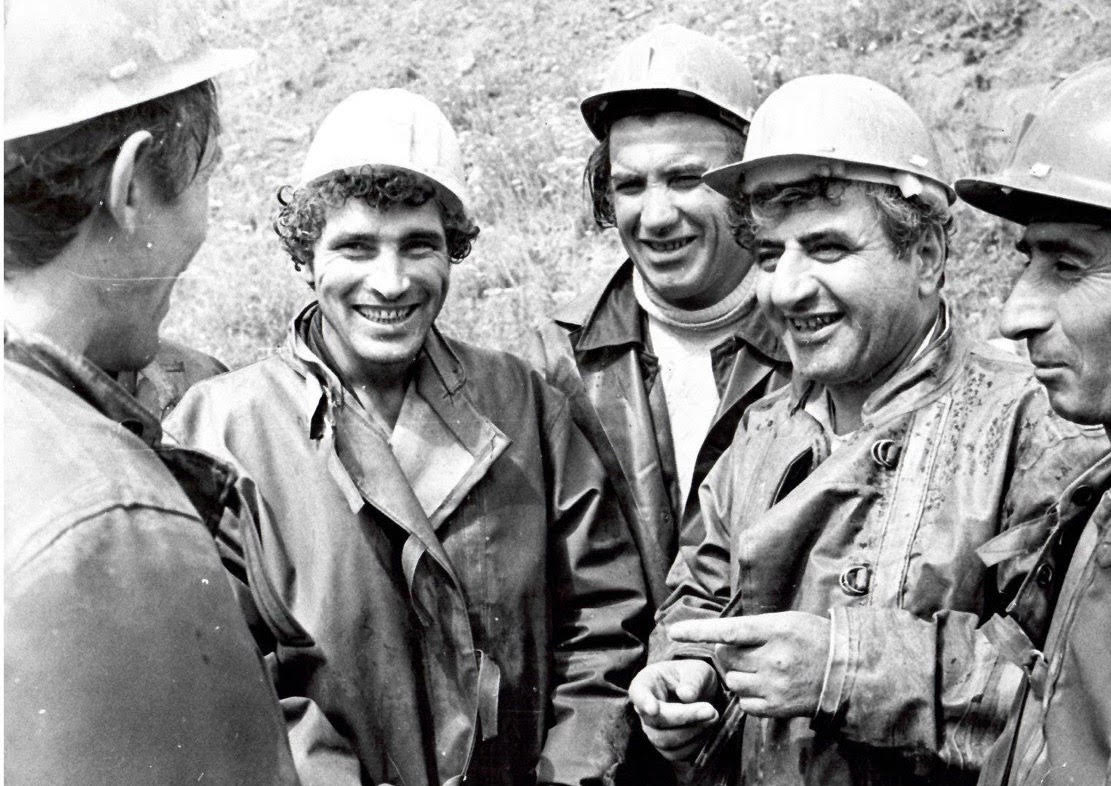
سازندگان تونل «آرپا-سوان» و آبراهام سارگسیان